# Alytopistis
Alytopistis là một chi bướm đêm thuộc phân họ Tortricinae của họ Tortricidae.

## Các loài
- Alytopistis tortricitella (Walker, 1866)